# Sí, amb nosaltres
Sí, amb nosaltres és una plataforma ciutadana que agrupa individus, d'origen estranger, favorables al dret a decidir el futur de Catalunya. Actualment la seva presidenta és Ana Surra.
Aquesta entitat sense ànim de lucre, que es va presentar el 25 de juny de 2014, en un intent d'articular una associació similar a Súmate, entitat apartidista que té com a objectiu informar i promoure el vot independentista entre aquells catalans que tenen la llengua i la cultura espanyoles com a pròpies.